# Vidourle
Vidourle – rzeka we Francji, przepływająca przez tereny departamentów Gard oraz Hérault, o długości 95,2 km. Uchodzi do Morza Śródziemnego.